# حامد علي أبو سريويل
حامد علي أبو سريويل هو حامد علي أبو سريويل وزير الزراعة وعضو مجلس النواب ووزير العمل والشؤون الاجتماعية إبان المملكة الليبية. 

## المناصب
- وزير الزراعة والثروة الحيوانية للملكة الليبية فترة حكومة محي الدين فكيني 19 مارس 1963‒ 22 يناير 1964
- وزير للعمل والشؤون الاجتماعية (من عام 1967 إلى عام 1969) في عهد المملكة الليبية.

## سيرة
ولد حامد علي أبوسريويل (الملقب بـ خوجه) بمدينة العجيلات عام 1911م نفي والده إلى إيطاليا برفقة بعض من أهالي العجيلات الذين تم نفيهم إلى الجزر الإيطالية في بدايات الغزو الإيطالي لليبيا. وعندما بلغ الخامسة التحق بكتاب الفقيه عمار دخيلة وتعلم قدراً من القرآن الكريم ثم انتقل إلى طرابلس.
تلقى تعليماً إيطالياً خلال الفترة الصباحية ودروساً في اللغة العربية والثقافة الإسلامية من قبل أستاذه مصطفى قدري معروف وأتم دراسته حيث دخل امتحان المعلمين عام 1933 وعين معلماً بعدة مناطق من ليبيا حيث كانت محطته الأولى في غريان بمدرسة أقيمت بأحد الدواميس تحت الأرض وفيما بين سنة 1933 وسنة 1938 تنقل للتدريس بين عدة مناطق .
في سنة 1939 عاد للتدريس بمدرسة العجيلات حتى قيام الحرب العالمية الثانية وتوقف الحياة التعليمية بالبلاد وفي سنة 1943 عاد لتدريس الصف الأول بالمدرسة وكلف مدير لها ومفتش مقيم حتى عام 1945 عندما عين مفتش لمقاطعة الجبل الغربي/ جبل نافوسة حتى عام 1949 عندما نقل مفتشاً للمقاطعة الغربية حتى 11/14/سنة 195م .
في سنة 1951 كلف بمهمة التفتيش على المقاطعة الوسطى حتى العاشر من أغسطس سنة 1955 عندما اختير رئيساً لقسم العمل والعمال بنظارة الشئون الاجتماعية حتى نهاية نوفمبر 1956 .
كلف سنة 1956 بمهام مراقب النقل البري بنظارة المواصلات ثم أعيد إلى إدارة العمل بنظارة الشؤون الاجتماعية سنة 1958 حتى سنة 1961 عندما كلف بمهام مدير مصلحة النقل البري بنظارة المواصلات حتى أكتوبر 1962 عندما عين وكيلاً لوزارة المعارف حتى مارس 1963 عندما اختير وزيراً للزراعة والثروة الحيوانية في حكومة محي الدين فكيني التي استقالت بعد أحداث يناير 1964م .
اختير عضواً في مجلس النواب سنة 1965م حتى أكتوبر سنة 1967م عندما عين وزيراً للعمل والشؤون الاجتماعية في حكومة عبد الحميد البكوش وحكومة ونيس القذافي حتى 31 أغسطس 1969م في العهد الملكي.
توفي في الخامس من شهر ديسمبر 1998م.